# Cirolana australis
Cirolana australis là một loài chân đều trong họ Cirolanidae. Loài này được Keable miêu tả khoa học năm 2001.